# 瀬在幸安
瀬在 幸安（せざい ゆきやす、1930年〈昭和5年〉4月7日 - 2025年〈令和7年〉2月15日)は、日本の医学者。位階勲等は従三位瑞宝大綬章。専門は心臓外科学。第10代日本大学総長。日本で初めて心筋梗塞の冠動脈バイパス手術を成功させ、心臓外科の国際的権威として知られる。また、補助人工心臓に関しても、日本初の臨床的応用・離脱に成功している。バイパス術および補助人工心臓分野での離脱において、日本およびアジア・ヨーロッパ地域で最初に成功され、20世紀を代表する手術として『世界外科学史』に記載されている。医学界のみならず、教育界、外交・国際的権威との交流などさまざまな分野において活躍した。日本医学界の絶対的なトップに長年居続けた。心臓外科医・天野篤教授の恩師としても著名。また、オックスフォード大学をはじめ海外十余の大学から名誉博士号、フランスからは最高位のパルマアカデミア・コマンドウール賞、等を授与された。千曲市の初代名誉市民。

## 来歴
長野県埴科郡五加村内川（現千曲市）に医師の三男として生まれる。哲学者で日本大学第9代総長の瀬在良男は兄。
長野県屋代高等学校（1期生）を経て、1955年（昭和30年）日本大学医学部医学科を卒業し、1960年（昭和35年）同大学院医学研究科博士課程（外科学）修了。医学博士（日本大学）。論文の題は「僧帽弁狭窄症の手術前後における心肺機能検査成績」。同年母校講師となる。1965年（昭和40年）から1968年（昭和43年）までフルブライト奨学研究員としてオレゴン大学心臓外科に留学。帰国後は同大教授、医学部長、副総長を経て、1996年（平成8年）から2005年（平成17年）まで日大総長に就任、2000年（平成12年）日本大学名誉教授。
1970年（昭和45年）、虚血性心疾患に対して心臓の冠動脈バイパス手術（A-Cバイパス術）を日本で初めて行い、成功させた。国際交流と産学連携を推進しながら、世界水準の教育と研究をめざした大学改革に取り組んだ。また文部省の大学設置・学校法人審議会委員、厚生省の公衆衛生審議会委員を務めた。
2006年（平成18年）秋の叙勲で瑞宝大綬章を受章した。
2025年（令和7年）2月15日14時31分、東京都新宿区の自宅で死去した。94歳没。死没日付をもって従三位に叙された。

## 役職
【代表的な役職】
- 国際ロータリー血液ポンプ学会会長
- 日本人工臓器学会長
- 日本冠動脈外科学会理事長
- 日本生命倫理学会会長
- 日本心臓血管外科学会名誉会長
- 全国医学部長・病院長会議会長
- 日本私立大学連盟常務理事
- 国際教育交流協議会会長

［国内所属学会］
- 日本冠動脈外科学会　発起人、評議員、理事、会長、理事長、名誉理事長
- 日本人工臓器学会　評議員、理事、会長、監事、名誉会長
- 第13回国際人工臓器学会(ISAO) 国内準備委員会　顧問
- 日本生命倫理学会　評議員、会長
- 日本大学医学会　会長
- 国際融合文化学会　名誉会長
- 日本胸部外科学会　評議員、理事、名誉会員
- 日本心臓血管外科学会　評議員、理事、名誉会員
- 日本冠疾患学会　評議員、名誉会員
- 日本医療ガス学会　常任理事
- 日本外科学会　評議員、特別会員
- 日本脈管学会　評議員、特別会員
- 日本血管外科学会　評議員、特別会員
- 日本門脈圧亢進症食道静脈瘤学会　評議員、特別会員
- 日本臨床生理学会　評議員
- 日本循環器学会　評議員
- 日本心臓病学会　評議員
- 日本外科系連合学会　Fellow会員
- 日本循環器学会関東甲信越地方会　評議員、世話人
- 日本胸部外科学会関東甲信越地方会　幹事、世話人、会長
- 日本結核病学会関東甲信越地方会　評議員
- 日本臨床補助人工心臓研究会　会長
- 人工心臓、補助循環の会　会長
- 日本外科集談会　幹事、顧問
- 冠動脈外科研究会　発起人
- IABP研究会　世話人
- 日本低体温研究会　世話人
- 日本外科病理学会　発起人
- 日本環境共生学会　顧問
- 日本ペースメーカー友の会　評議員
- 定常流ポンプ研究会　世話人
- 日本脳低温治療研究会　顧問
- 日本Off-Pump CABG研究会　名誉幹事

ほか
［海外所属学会］
- チェコ病理・臨床生理学会　名誉会員
- Association of Thoracic & Cardiovascular Surgeons of Asia 理事、会長
- International Society for Rotary Blood Pumps 理事、副会長、会長
- The International Congress on Human Cell and Cell Culture 名誉会長
- The Asian Society for Cardiovascular Surgery 理事、名誉会員
- The Chinese Society for Cardiovascular Surgery 副会長
- The International Council for Clinical Research on Mechanical Circulation(アルゼンチン) 国際理事
- The American College of Surgeons 日本地区評議員
- International Society of Cardio-Thoracic Surgeon 評議員
- The International Cardiovascular Surgery 組織委員
- The Albert Starr Cardiac Surgical Society 発起人
- American College of Chest Physicians
- Societe International de Chirurgie

ほか歴任
［海外からの名誉博士・教授、客員教授ほか］
- 名誉博士:鄭州大学(中国)、エリザベスタウン大学(USA)
- 名誉教授:中国医学科学院、心血管病研究所・阜外医院(中国)、中日友好病院(中国)、中国医科大学(中国)、遼寧大学(中国)、北京心肺血管センター(中国)
- 客員教授:オレゴン大学医学部(USA)、オレゴン健康科学大学(USA)、ベイラー医科大学(USA)
- 冠講座教授:リッチフィールド冠講座(オックスフォード大学、UK)
- 学長:世界医療技術大学アジア地区学長(本部:ヒューストン、USA)

［主要学外役職など］
<海外>
- フランス国立経営大学院(HEC)国際諮問委員会　国際委員

<内閣府>
- NPOゲノムベイ東京協議会審議会　委員

<文部科学省>
- 大学設置審議会　委員
- 学校法人審議会　委員
- 全国医学部長・病院長会議　会長
- 日本私立学校振興・共済事業団　共済運営委員会　委員
- 個人の遺伝子情報に対応した医療の実現化プロジェクト推進委員会　委員
- 私学共済年金研究　協力者

<厚生労働省>
- 公衆衛生審議会　委員
- 臓器技術臨床研究会開発企画評価委員会　委員
- 臨床工学技士国家試験　委員

<経済産業省>
- 動脈内レーザー手術装置(エキシマレーザー)開発委員会　委員

<日本学術会議>
- 第15期日本学術会議会員　推薦人
- 第16期日本学術会議会員　推薦人

<日本医学会>
- 第22回日本医学会総会学術委員会　委員
- 第23回日本医学会総会組織委員会　顧問
- 第24回日本医学会総会準備委員会　顧問

<国際協力事業団(JICA)>
- 韓国循環器センタープロジェクト委員(JICA)

<日本私立医科大学協会>
- 理事

<神戸大学医学部附属医学研究国際交流センター連絡協議会>
- 委員

<私立大学通信教育協会>
- 評議員、会長、顧問

<私立大学退職金財団>
- 評議員、理事、理事長

<大学基準協会>
- 評議員、理事、副会長
- 大学基準協会短期大学認証評価検討委員会　委員長

<日本私立大学連盟>
- 常務理事(学長会議担当、知的財産問題検討委員会担当)
- 企画委員会　委員
- 私学政策委員会　委員
- 私大連経営倫理委員会　委員

<私立大学団体連合会>
- 代議員(私大連推薦)
- 公費助成委員会　委員(私大連推薦)
- 税制改革検討委員会　委員(私大連推薦)
- 私立大学将来構想委員会　委員(私大連推薦)

<全私学連合>
- 私学予算委員会　常務理事(私大連推薦)
- 科学振興の基盤に関する検討委員会　委員

<日本私立大学振興・共済事業団>
- 年金資金運用検討委員会　委員

<私学研修福祉会>
- 評議員、理事、理事長

<日本経済団体連合会>
- 幹事

<東京経営者協会>
- 常任理事

<国際教育交流協議会(JAFSA)>
- 理事、会長、名誉会員

<民間外交推進協会(FEC)>
- 日露文化経済委員会委員長、副会長、顧問

<日本医療救済機構>
- 最高名誉会員

<共立国際交流奨学財団>
- 理事

<上原記念生命科学財団>
- 選考委員、評議員、諮問委員

<日本国際教育支援協会>
- 評議員

<海外法人医療基金>
- 評議員

<学生サポートセンター>
- 理事

<国策研究会>
- 理事

<日本学生相撲連盟>
- 会長

<東日本学生相撲連盟>
- 会長

など歴任
［医学雑誌編集委員］
- Artificial Organs(Official Journal of The International Society for Artificial Organs)
- Annals of Thoracic and Cardiovascular Surgery:ATCS(Official Joirnal of The Association of Thoracic and Cardiovascular Surgeons of Asia and the Japanese Association for Coronary Artery Surgery)(編集長)
- Nihon University Journal of Medicine(委員長)
- 日本胸部外科学会雑誌(委員長)
- 人工臓器
- 日本心臓血管外科学会雑誌
- 日本大学医学雑誌(編集発行人)
- 胸部外科
- 臨床胸部外科
- 循環器科
- 外科治療
- Coronary Heart Nursing
- 先端医療(編集アドバイザー)

など歴任

## 受賞・栄典
- 三越医学賞（1977年） 「急性心筋梗塞症の外科療法」
- ハンス・セリエ賞（1990年）
- プラハ大学賞（1994年）
- 国立ヨルダン大学賞（1994年）
- ギーセン大学賞（1995年）
- 産学官連携功労者表彰科学技術政策担当大臣賞（2003年）
- 瑞宝大綬章（2006年〈平成18年〉11月3日）[6]
- 千曲市名誉市民（2015年）[1]
- 従三位（2025年〈令和7年〉2月15日）[8]